# Illumination (альбом The Pastels)
| Оценки критиков | Оценки критиков |
| Источник        | Оценка          |
| --------------- | --------------- |
| AllMusic        | [ 2 ]           |
| The Independent | favorable       |
| Uncut           | [ 4 ]           |

Illumination — четвёртый студийный альбом шотландской инди-рок группы The Pastels. Он был выпущен 9 сентября 1997 года лейблом Domino Recording Company. Альбом демонстрирует, что группа постепенно переходит к более тёплому, мягкому и приглушённому звучанию по сравнению с предыдущими работами. Это их последний студийный альбом, в записи которого принимала участие Аннабель «Агги» Райт, давняя участница группы, до того, как в 2000 году она покинула группу, чтобы сосредоточиться на карьере иллюстратора. Хотя The Pastels продолжали выпускать музыку, Illumination стал их последним полноценным студийным альбомом на протяжении 16 лет, вплоть до выхода альбома Slow Summits в 2013 году.

## Отзывы
Альбом получил положительные отзывы музыкальной критики и интернет-изданий.
Стивен Томас Эрлевайн из AllMusic дал альбому оценку 3,5 звезды из 5, сказав: «Уступив энергичному продакшену и чётким гитарам своих предыдущих релизов, группа создала коллекцию приглушённых, прекрасных мелодий в духе третьего альбома Velvet Underground». Он добавил: «Хотя Pastels не хватает лиричности Лу Рида или уверенного экспериментаторства Velvets, приглушённая атмосфера и протяжные мелодии Illumination делают его очаровательным для прослушивания». Анджела Льюис из The Independent сказала: «Покровители шотландского инди-попа сохранили свою любовь к нежно-трогательным текстам и мягким гитарным переборам в своём уже десятом альбоме за 10 лет; но теперь в нём появился новый электронный аспект, добавляющий интереса».

## Список композиций
| №   | Название              | Автор(ы)         | Длительность |
| --- | --------------------- | ---------------- | ------------ |
| 1.  | «The Hits Hurt»       | Stephen Pastel   | 3:48         |
| 2.  | «Cycle»               | Pastel, Aggi     | 4:33         |
| 3.  | «Thomson Colour»      | Katrina Mitchell | 1:43         |
| 4.  | «Unfair Kind of Fame» | Mitchell         | 4:21         |
| 5.  | «Fragile Gang»        | Pastel           | 2:39         |
| 6.  | «The Viaduct»         | Pastel, Mitchell | 5:08         |
| 7.  | «Remote Climbs»       | Pastel           | 2:46         |
| 8.  | «Rough Riders»        | Pastel, Aggi     | 4:31         |
| 9.  | «On the Way»          | Aggi             | 3:38         |
| 10. | «Leaving this Island» | Mitchell         | 2:31         |
| 11. | «G12 Nights»          | Pastel           | 1:12         |
| 12. | «Attic Plan»          | Pastel           | 4:22         |
| 13. | «Mechanised»          | Mitchell         | 1:31         |

| №   | Название      | Автор(ы)     | Длительность |
| --- | ------------- | ------------ | ------------ |
| 14. | «Frozen Wave» | Pastel, Aggi | 5:07         |
| 15. | «Windy Hill»  | Mitchell     | 3:59         |